# International Color Consortium
International Color Consortium (ICC) – organizacja powstała w 1993 roku, mająca na celu wspieranie użytkowania i wdrażania systemów zarządzania kolorem o otwartym źródle i dokumentacji, niezależnych od poszczególnych producentów i platform systemowych.
Najczęściej spotykanym przez przeciętnego użytkownika komputera rozwiązaniem wypracowanym przez ICC jest zarządzanie wyświetlaniem barw na monitorze. Najpopularniejsze systemy operacyjne, takie jak rodzina systemów Linux, Mac OS czy Windows, oferują możliwość korekcji wyświetlanych barw na podstawie danych zawartych w plikach profili kolorystycznych (pliki z rozszerzeniem *.icc). Pliki te są dostarczane wraz ze sprzętem lub tworzone za pomocą specjalnego oprogramowania do kalibracji monitorów. Rozwiązanie to pozwala na uzyskanie dużego podobieństwa obrazu na każdym monitorze, niezależnie od indywidualnych charakterystyk poszczególnych wyświetlaczy.